# Administrație în Târgu Mureș
Administrația în Târgu Mureș (în maghiară Marosvásárhely közigazgatása) s-a împletit și s-a dezvoltat o dată cu orașul, primele elemente ale acesteia fiind regăsite în documente încă de la 1332. În acest an a fost atestat localitatea, ca Novum Forum Siculorum (Târgul Nou al Secuilor) în lista de zeciuială papală.

## Împărțirea administrativă
Suprafața totală a orașului este de 66,96 km² și are 203,1 km rețea de transporturi auto, 175 km străzi, 236 km rețea canalizare publică, 225 km rețea apă potabilă și 197 km rețea de gaze naturale. Fondul funciar este de 4.930 ha din care 2.690 ha în intravilan, iar 2.240 ha în extravilandin. Suprafața totală a spațiilor verzi este de 223,4 ha.
Fondul total de locuințe este 57.070 împărțite în următoarele cartiere: 
| Numele în română            | Numele în maghiară                     |
| --------------------------- | -------------------------------------- |
| Centru, Târgu Mureș         | Belváros                               |
| Dâmbul Pietros              | Kövesdomb                              |
| Unirii                      | Egyesülés                              |
| Ady Endre (Rovinari)        | Ady Endre                              |
| Aleea Carpați               | Kárpátok sétánya (în demult: Hungária) |
| Budai Nagy Antal            | Budai Nagy Antal                       |
| Cartierul Gării             | Állomás negyed                         |
| Livezeni                    | Jedd                                   |
| Orașul de Sus (7 Noiembrie) | Felsőváros (November 7)                |
| Orașul de Jos               | Alsóváros                              |
| Tudor Vladimirescu          | Tudor Vladimirescu (Sásvári negyed)    |
| Belvedere                   | Belvedere                              |
| Mureșeni                    | Meggyesfalva                           |
| Substejăriș                 | Cserealja                              |
| Cornișa                     | Kornisa (Párkány)                      |
| Valea Rece                  | Hidegvölgy                             |

### Zona metropolitană
Municipiul este centrul Zonei Metropolitane Târgu Mureș, ce cuprinde lângă reședința județului Mureș 12 comune învecinate acestuia, constituită în scopul creării de noi oportunități de afaceri, al construcției și amenajării de locuințe și locuri de recreere, al atragerii de investiții mai consistente, și al coordonării mai bune a proiectelor de mediu și infrastructură.

## Politică

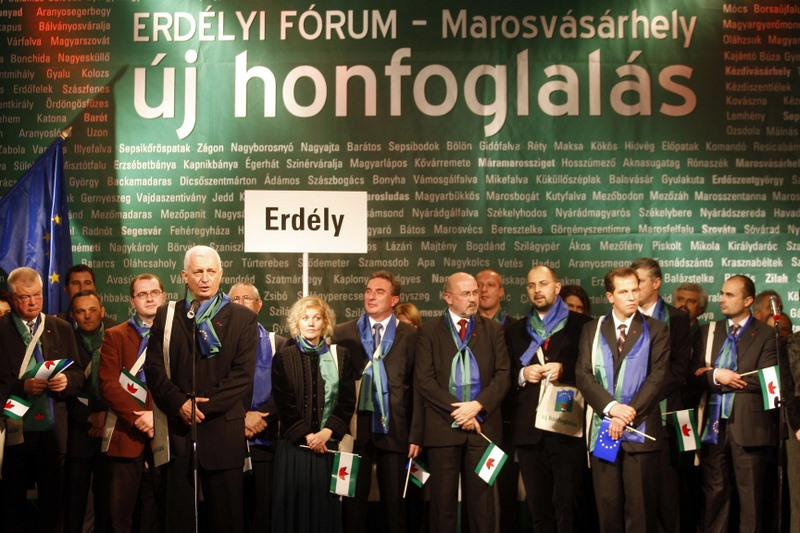
"Forumul Ardelean" din 2007

Consiliul Local este compus din 23 consilieri, împărțiți astfel:

### Între 2004-2008
- Primar: Dorin Florea
- Viceprimari: Sándor Csegzi și Levente Bakos

|  | Partid                                 | Consilieri | Componența Consiliului | Componența Consiliului | Componența Consiliului | Componența Consiliului | Componența Consiliului | Componența Consiliului | Componența Consiliului | Componența Consiliului | Componența Consiliului | Componența Consiliului | Componența Consiliului | Componența Consiliului |
|  | -------------------------------------- | ---------- | ---------------------- | ---------------------- | ---------------------- | ---------------------- | ---------------------- | ---------------------- | ---------------------- | ---------------------- | ---------------------- | ---------------------- | ---------------------- | ---------------------- |
|  | Uniunea Democrată Maghiară din România | 12         |                        |                        |                        |                        |                        |                        |                        |                        |                        |                        |                        |                        |
|  | Partidul România Mare                  | 4          |                        |                        |                        |                        |                        |                        |                        |                        |                        |                        |                        |                        |
|  | Alianța Dreptate și Adevăr (3 PNL)     | 3          |                        |                        |                        |                        |                        |                        |                        |                        |                        |                        |                        |                        |
|  | Partidul Social Democrat               | 3          |                        |                        |                        |                        |                        |                        |                        |                        |                        |                        |                        |                        |
|  | Partidul Unității Națunii Române       | 1          |                        |                        |                        |                        |                        |                        |                        |                        |                        |                        |                        |                        |

### Între 2008-2012
- Primar: Dorin Florea
- Viceprimari: Sándor Csegzi și Claudiu Maior

| [ 5 ] | Partid                                 | Consilieri | Componența Consiliului | Componența Consiliului | Componența Consiliului | Componența Consiliului | Componența Consiliului | Componența Consiliului | Componența Consiliului | Componența Consiliului | Componența Consiliului | Componența Consiliului |
| ----- | -------------------------------------- | ---------- | ---------------------- | ---------------------- | ---------------------- | ---------------------- | ---------------------- | ---------------------- | ---------------------- | ---------------------- | ---------------------- | ---------------------- |
|       | Uniunea Democrată Maghiară din România | 10         |                        |                        |                        |                        |                        |                        |                        |                        |                        |                        |
|       | Partidul Democrat-Liberal              | 8          |                        |                        |                        |                        |                        |                        |                        |                        |                        |                        |
|       | Partidul Național Liberal              | 2          |                        |                        |                        |                        |                        |                        |                        |                        |                        |                        |
|       | Partidul Social Democrat               | 2          |                        |                        |                        |                        |                        |                        |                        |                        |                        |                        |
|       | Partidul România Mare                  | 1          |                        |                        |                        |                        |                        |                        |                        |                        |                        |                        |

### Între 2012-2016
- Primar: Dorin Florea
- Viceprimari: Tibor Józsa și Ionela Ciotlăuș

| [ 6 ] | Partid                                 | Consilieri | Componența Consiliului | Componența Consiliului | Componența Consiliului | Componența Consiliului | Componența Consiliului | Componența Consiliului | Componența Consiliului | Componența Consiliului | Componența Consiliului | Componența Consiliului |
| ----- | -------------------------------------- | ---------- | ---------------------- | ---------------------- | ---------------------- | ---------------------- | ---------------------- | ---------------------- | ---------------------- | ---------------------- | ---------------------- | ---------------------- |
|       | Uniunea Democrată Maghiară din România | 10         |                        |                        |                        |                        |                        |                        |                        |                        |                        |                        |
|       | Alianța pentru Mureș                   | 7          |                        |                        |                        |                        |                        |                        |                        |                        |                        |                        |
|       | Uniunea Social-Liberală                | 6          |                        |                        |                        |                        |                        |                        |                        |                        |                        |                        |

### Între 2016-2020
- Primar: Dorin Florea
- Viceprimari: Gergely Makkai și Sergiu Vasile Papuc

|  | Partid                                 | Consilieri | Componența Consiliului | Componența Consiliului | Componența Consiliului | Componența Consiliului | Componența Consiliului | Componența Consiliului | Componența Consiliului | Componența Consiliului | Componența Consiliului | Componența Consiliului |
|  | -------------------------------------- | ---------- | ---------------------- | ---------------------- | ---------------------- | ---------------------- | ---------------------- | ---------------------- | ---------------------- | ---------------------- | ---------------------- | ---------------------- |
|  | Uniunea Democrată Maghiară din România | 10         |                        |                        |                        |                        |                        |                        |                        |                        |                        |                        |
|  | Partidul Național Liberal              | 5          |                        |                        |                        |                        |                        |                        |                        |                        |                        |                        |
|  | Partidul Social Democrat               | 4          |                        |                        |                        |                        |                        |                        |                        |                        |                        |                        |
|  | Partidul Oamenilor Liberi              | 3          |                        |                        |                        |                        |                        |                        |                        |                        |                        |                        |

### Între 2020-2024
- Primar: Zoltán Soós
- Viceprimari: Vilmos Portik și Alexandru György

|  | Partid                                 | Consilieri | Componența Consiliului | Componența Consiliului | Componența Consiliului | Componența Consiliului | Componența Consiliului | Componența Consiliului | Componența Consiliului | Componența Consiliului | Componența Consiliului | Componența Consiliului | Componența Consiliului |
|  | -------------------------------------- | ---------- | ---------------------- | ---------------------- | ---------------------- | ---------------------- | ---------------------- | ---------------------- | ---------------------- | ---------------------- | ---------------------- | ---------------------- | ---------------------- |
|  | Uniunea Democrată Maghiară din România | 11         |                        |                        |                        |                        |                        |                        |                        |                        |                        |                        |                        |
|  | Partidul Național Liberal              | 4          |                        |                        |                        |                        |                        |                        |                        |                        |                        |                        |                        |
|  | Partidul Social Democrat               | 2          |                        |                        |                        |                        |                        |                        |                        |                        |                        |                        |                        |
|  | Partidul Oamenilor Liberi              | 2          |                        |                        |                        |                        |                        |                        |                        |                        |                        |                        |                        |
|  | Partidul PRO România                   | 2          |                        |                        |                        |                        |                        |                        |                        |                        |                        |                        |                        |
|  | Partidul Mișcarea Populară             | 2          |                        |                        |                        |                        |                        |                        |                        |                        |                        |                        |                        |

- Primar: Zoltán Soós
- Viceprimari: Mihály Levente Kovács și Călin Moldovan

|  | Partid                                 | Consilieri | Componența Consiliului | Componența Consiliului | Componența Consiliului | Componența Consiliului | Componența Consiliului | Componența Consiliului | Componența Consiliului | Componența Consiliului | Componența Consiliului | Componența Consiliului |
|  | -------------------------------------- | ---------- | ---------------------- | ---------------------- | ---------------------- | ---------------------- | ---------------------- | ---------------------- | ---------------------- | ---------------------- | ---------------------- | ---------------------- |
|  | Uniunea Democrată Maghiară din România | 10         |                        |                        |                        |                        |                        |                        |                        |                        |                        |                        |
|  | Partidul Social Democrat               | 6          |                        |                        |                        |                        |                        |                        |                        |                        |                        |                        |
|  | Partidul Național Liberal              | 3          |                        |                        |                        |                        |                        |                        |                        |                        |                        |                        |
|  | Alianța pentru Unirea Românilor        | 2          |                        |                        |                        |                        |                        |                        |                        |                        |                        |                        |
|  | Partidul Oamenilor Liberi              | 2          |                        |                        |                        |                        |                        |                        |                        |                        |                        |                        |